# الكرث (القفر)

تعديل مصدري - تعديل

الكرث محلة تابعة لقرية المسمر، التابعة لعزلة بني ساوي بمديرية القفر إحدى مديريات محافظة إب في الجمهورية اليمنية، بلغ تعداد سكانها 25 حسب تعداد اليمن لعام 2004.